# 天津地铁13号线
天津地铁13号线是天津地铁的规划线路之一。线路大致呈东北西南走向。
截止2022年12月，天津地铁13号线一期工程（南丰路站至东九道站）处于规划状态。

## 概要
13号线一期工程起于南开区南丰路站，终至空港经济区东九道站，途径南开区、和平区、河北区、东丽区、滨海新区五个行政区。服务鞍山西道科贸街、金街、意式风情街、王串场居住区、月牙河居住区、太阳城居住区、华明镇居住区及空港经济区等区域。路以地下线形式沿南丰路、南开二纬路、福安大街、胜利路、金钟河大街、月牙河路、满江东道敷设，下穿京津塘高速及津赤公路后爬升为高架线敷设，设置高架站华兴路站，之后于映春路前转为地下线，继续沿华明大道、七经路、中心大道敷设。一期工程线路全长约28.4km，其中地下线24.7km，地面线1.4km，高架线2.3km。

## 历史
- 2020年4月，天津轨道交通集团有限公司公布《天津市城市轨道交通建设规划调整（2020-2025）环境影响报告书（征求意见稿）》，规划建设13号线一期工程[1][2]。该版本13号线一期工程途径西青区、南开区、和平区、河北区四个行政区。串联了津涞公路、水上公园、鞍山西道、多伦道、意式风情区、小树林、王串场等城市节点。线路起于西青区精武镇大南河站，之后由北沿迎水转至津涞公路向东，下穿外环线转向阳光100住宅区东侧。线路下穿南翠屏公园，沿水上公园西路、南丰路向北，转向南开二纬路。沿南开二纬路向东至和平区福安大街，下穿海河至河北区胜利路。线路沿胜利路向东后，转向北下穿北斗公园，至金钟河大街。在金钟河大街与王串场一号路交口东侧设终点站王串场一号路站。在西青区精武镇南侧设一座车辆段，出入线于研华道站接轨[3]。
- 2020年8月，天津轨道交通集团公布《天津市城市轨道交通建设规划调整（2020-2025）环境影响报告书（征求意见稿）》调整稿[4][5]，13号线一期工程修改为由南开区南丰路站至空港经济区东九道，初次环评的南丰路至精武镇段被取消，增加王串场一号路至空港经济区路段，一期线路长度由21.06km增加至28.4km，站点数由17个增加为19个，车辆段由精武镇南侧改为设置在华明镇。

## 车站
13号线一期工程共设19座车站，其中地下站18座，高架站1座。

### 换乘站
- 南丰路站：换乘8号线。13号线本站规划未确定，换乘方式未知。
- 二纬路站：换乘1号线和7号线。7号线该站建设时命名为福安大街站，预计13号线建成后统一站名实现换乘。
- 金街站：换乘4号线。4号线建设时已作预留，预计为站台节点换乘。
- 建国道意风区站：换乘2号线。2号线建设时未作预留，预计为通道换乘。
- 金狮桥站：换乘3号线。3号线建设时未作预留，预计为通道换乘。
- 月牙河站：换乘5号线。5号线建设时未作预留，预计为通道换乘。
- 鲁山道站：换乘10号线。本站为远期规划，换乘方式未知。
- 东二道站：换乘2号线。本站为远期规划，换乘方式未知。
- 中心大道站：换乘Z2线。本站为远期规划，换乘方式未知。

## 车辆
13号线采用B型车，列车最高运行速度为80km/h，初期平均旅行速度为32km/h，近期及远期平均旅行速度为36km/h。初期、近期、远期均采用6辆编组，列车总长118.12米，编组形式为
|                   | 天津地铁13号线车辆编组 |  |
|                   |                        |  |
| +Tc-MP-M*M-MP-Tc+ |                        |  |

其中，Tc为带司机室的拖车，MP为带受电弓的动车，M为不带受电弓的动车，+为全自动车钩，-为半永久车钩，*为半自动车钩。

## 未来发展

### 预留延伸
13号线南丰路站將预留延伸至西青区精武镇條件，未來可繼續往南延伸，本段工程在初次环评中列为一期工程，2020年8月被取消，仅在南丰路预留延伸条件。